# دم‌تکان سیاه
دُم‌تِکان سیاه (نام علمی: Sayornis nigricans) نام یک گونه از خانواده ژیان‌مرغ است.